# بيانكا كينغ
بيانكا كينغ هي ممثلة فلبينية، ولدت في 18 مارس 1985 في ألمانيا.

## وصلات خارجية
- بيانكا كينغ على موقع IMDb (الإنجليزية)
- بيانكا كينغ على موقع قاعدة بيانات الفيلم (الإنجليزية)